# Садовый павильон с садом городской усадьбы Лопатиных
Садовый павильон с садом — садовая постройка в неоклассическом стиле, возведённая по проекту архитектора Константина Бурова в 1911 году в составе городской усадьбы Лопатиных. Находится в Москве по адресу переулок Сивцев Вражек, дом № 42, стр. 5. Является довольно редким для города типом памятника, так как с исчезновением городской усадебной культуры в Москве большинство подобных построек не сохранилось.

## Описание
Владение потомственных почётных граждан Лопатиных — образец городского усадебного ансамбля Серебряного века. Оно находилось  в собственности семейства вплоть до Октябрьской революции, после чего было реквизировано.
Усадьба включала в себя главный дом, три хозяйственные постройки позади него и неоклассический павильон в саду. Главный дом, реконструированный в 1901 году по проекту архитектора и гражданского инженера польского происхождения Вильгельма-Франца Ковальского, 14 лет спустя приобрёл ещё несколько этажей. Приусадебные же строения, в том числе садовый павильон, были возведены в 1911 году автором ряда доходных домов и других зданий в Москве Константином Буровым.
Садовый павильон является примером дореволюционной архитектуры малых форм. Колонны тосканского ордера служат опорой для карниза с рельефными медальонами, их ритм дополнен пилястрами.

## Современное состояние

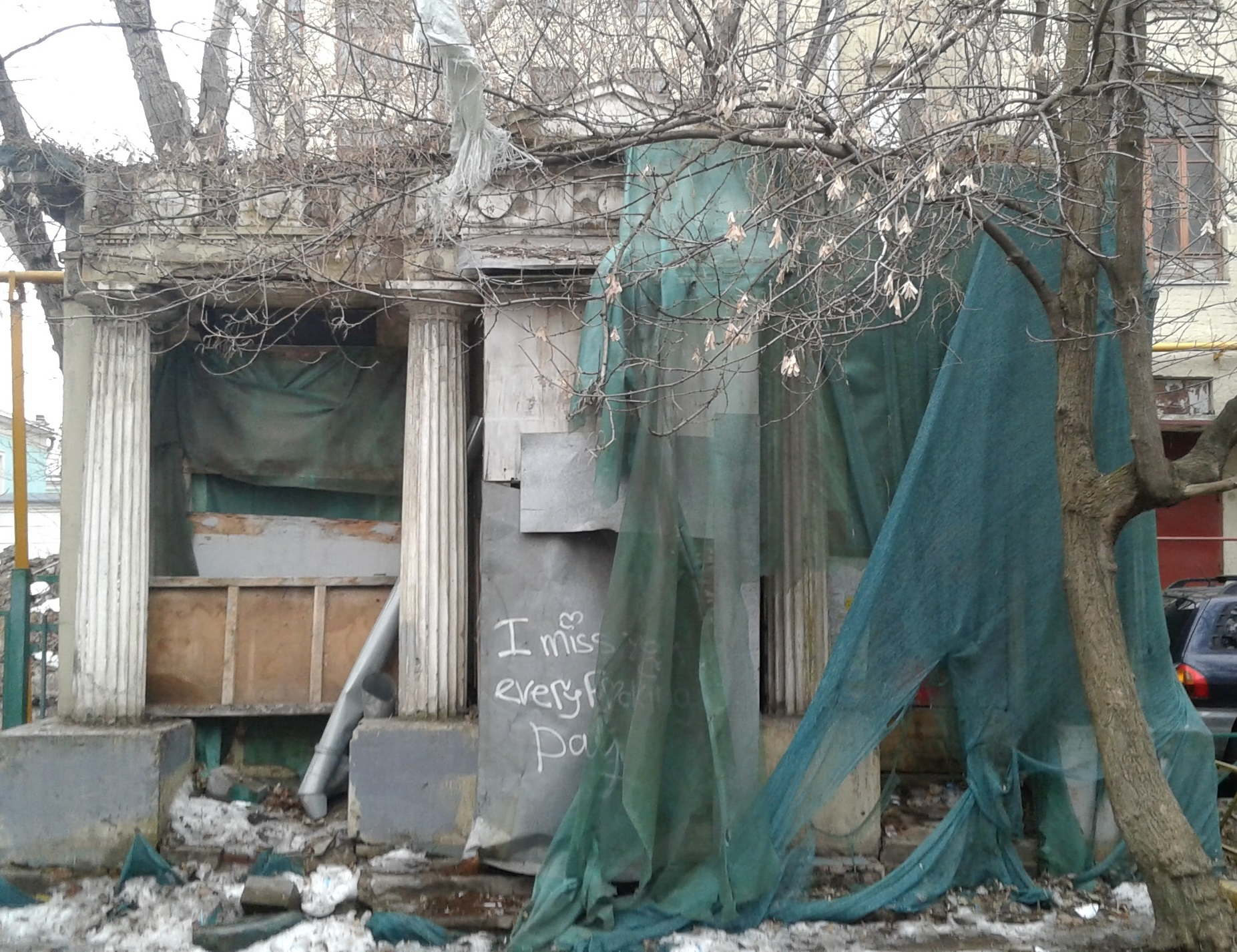
Состояние павильона до реконструкции, 2017 год.

В 2000-х годах инвестор ООО «ИнвестСтройКом» планировал коммерческую застройку всего участка. В 2005 году эти планы были одобрены Правительством Москвы — распоряжением мэра города Юрия Лужкова предписывалось расселить дом и снести все строения усадьбы для возведения 8-этажного жилого дома — «градостроительного комплекса с Международным культурным и деловым центром им. Ю. А. Гагарина».
В 2008 году распоряжение Лужкова было продлено его заместителем Владимиром Ресиным — игнорируя тот факт, что усадьба к этому моменту была заявлена на госохрану (заявителем стал народный артист России Сергей Никоненко). Вскоре после этого часть ансамбля была незаконно снесена (у строителей имелось лишь разрешение на уборку мусора), главный дом и павильон остались нетронутыми. Продолжить снос инвестору не позволили действия жителей дома и градозащитников.
В 2013 году Правительство Москвы скорректировало прежнее постановление, но оставило инвестора в проекте. В апреле 2014 года садовый павильон и сам сад были включены в реестр региональных памятников. На месте, однако, ничего не изменилось: груды кирпича, оставшиеся после сноса ледника, и руина садового павильона накрыты сетками.
В феврале 2016 года всё ещё проводилась государственная регистрация прав собственности на объект «Садовый павильон с садом». В июне 2016 года приказом Департамента культурного наследия города Москвы утверждено охранное обязательство, а в сентябре столичные власти предложили инвесторам восстановить объект культурного наследия и получить право долгосрочной аренды по программе «1 рубль за м²». По итогам аукциона, проведённого в июне 2017 года, право аренды получило ООО «Альфа-Групп».
На проведение ремонтно-реставрационных работ отводится до 4,5 лет. Должны остаться прежними местоположение павильона, объёмно-пространственная композиция, материал и характер столярных заполнений оконных и дверных проемов, цветовая гамма фасадов, конструкция и материал сохранившихся фрагментов стен. В августе 2017 г. на общественное обсуждение вынесен Акт государственной историко-культурной экспертизы проектной документации по сохранению памятника. Почти утраченный садовый павильон усадьбы Лопатиной  полностью восстановлен менее чем за год и находится на стадии перехода на ставку льготной аренды, сообщил в начале 2018 года представитель компании ООО «Альфа-Групп». Арендатор предполагает разместить в отреставрированном здании кафе или кофейню. В июне 2018 года Департамент городского имущества Москвы перевел памятник «Садовый павильон с садом» на льготную ставку аренды.. К лету 2018 года Садовый павильон отреставрирован, в нём размещается цветочный магазин.